# سيمي فالي (كاليفورنيا)
سيمي فالي (بالإنجليزية: Simi Valley )‏ هي إحدى مدن مقاطعة فينتورا، كاليفورنيا. تم إعطاءها لقب مدينة في 10 أكتوبر، 1969.

## المناخ
يظهر الجدول التالي التغييرات المناخية على مدار السنة لسيمي فالي:
| البيانات المناخية لـسيمي فالي     | البيانات المناخية لـسيمي فالي | البيانات المناخية لـسيمي فالي | البيانات المناخية لـسيمي فالي | البيانات المناخية لـسيمي فالي | البيانات المناخية لـسيمي فالي | البيانات المناخية لـسيمي فالي | البيانات المناخية لـسيمي فالي | البيانات المناخية لـسيمي فالي | البيانات المناخية لـسيمي فالي | البيانات المناخية لـسيمي فالي | البيانات المناخية لـسيمي فالي | البيانات المناخية لـسيمي فالي | البيانات المناخية لـسيمي فالي |
| الشهر                             | يناير                         | فبراير                        | مارس                          | أبريل                         | مايو                          | يونيو                         | يوليو                         | أغسطس                         | سبتمبر                        | أكتوبر                        | نوفمبر                        | ديسمبر                        | المعدل السنوي                 |
| --------------------------------- | ----------------------------- | ----------------------------- | ----------------------------- | ----------------------------- | ----------------------------- | ----------------------------- | ----------------------------- | ----------------------------- | ----------------------------- | ----------------------------- | ----------------------------- | ----------------------------- | ----------------------------- |
| الدرجة القصوى °ف (°م)             | 93 (34)                       | 94 (34)                       | 101 (38)                      | 105 (41)                      | 113 (45)                      | 113 (45)                      | 115 (46)                      | 116 (47)                      | 115 (46)                      | 110 (43)                      | 99 (37)                       | 96 (36)                       | 116 (47)                      |
| متوسط درجة الحرارة الكبرى °ف (°م) | 69 (21)                       | 70 (21)                       | 73 (23)                       | 78 (26)                       | 83 (28)                       | 88 (31)                       | 95 (35)                       | 97 (36)                       | 93 (34)                       | 84 (29)                       | 75 (24)                       | 68 (20)                       | 81 (27)                       |
| متوسط درجة الحرارة الصغرى °ف (°م) | 39 (4)                        | 41 (5)                        | 42 (6)                        | 45 (7)                        | 49 (9)                        | 53 (12)                       | 57 (14)                       | 57 (14)                       | 55 (13)                       | 49 (9)                        | 43 (6)                        | 38 (3)                        | 47 (9)                        |
| أدنى درجة حرارة °ف (°م)           | 19 (−7)                       | 18 (−8)                       | 26 (−3)                       | 30 (−1)                       | 33 (1)                        | 36 (2)                        | 42 (6)                        | 42 (6)                        | 38 (3)                        | 27 (−3)                       | 23 (−5)                       | 20 (−7)                       | 18 (−8)                       |
| الهطول إنش (مم)                   | 3.62 (92)                     | 4.81 (122)                    | 2.86 (73)                     | 1.02 (26)                     | 0.31 (7.9)                    | 0.07 (1.8)                    | 0.02 (0.51)                   | 0.05 (1.3)                    | 0.14 (3.6)                    | 0.93 (24)                     | 1.34 (34)                     | 2.76 (70)                     | 17.93 (456.11)                |
| المصدر: The Weather Channel.      |                               |                               |                               |                               |                               |                               |                               |                               |                               |                               |                               |                               |                               |

## أعلام
- جوزيف نيومان
- روبرت سميث
- راؤل والش
- كين ألبيرز
- دون غرين
- سكوت رايس
- جوليس إنجل
- كورتيس مارش سينيور
- داني نيلسون
- مونيكا جيراردو